# Pèrdua de contacte amb la realitat
La pèrdua de contacte amb la realitat o deformació de la realitat és un símptoma de diversos trastorns mentals. Es tracta d'una pèrdua, o bé temporal o bé crònica, de la capacitat humana per a percebre, analitzar i comprendre la situació en què hom viu. Quan la diferència entre el món tal com és realment vers com és percebut individualment esdevé massa significativa, pot afectar l'autonomia personal i la vida social en diferents graus.
Aquesta simptomatologia no respon pas a la qüestió filosòfica i científica «què és la realitat?» ni «què podem saber?», ni tampoc als límits de la percepció o del coneixement, sinó un terme vinculat a la salut mental, definida com «un estat d’equilibri emocional, cognitiu i conductual que permet a l'individu desenvolupar-se de manera responsable en el seu entorn familiar, social i laboral, així com gaudir de benestar i qualitat de vida».
La pèrdua de contacte amb la realitat pot ésser conseqüència d'un trastorn per estrès agut (estat de xoc), per consum de drogues o alcohol, d'esquizofrènia, de psicosi orgànica (demència, infeccions cerebrals, trastorns metabòlics, etc.) o per un trastorn psicòtic breu, entre d'altres. La persona pot presentar creences estranyes (deliris) que sovint són de natura persecutòria. També pot tenir al·lucinacions i pot creure que veu o sent coses que no hi són. Totes aquestes accions poden contribuir a deteriorar la integració social i l'autonomia.
Presenta complicacions addicionals en el trastorn narcisista de la personalitat, puix que els narcisistes sovint conviuen adequadament amb el seu trastorn durant molt de temps. «Però en algun moment ve el patiment: estrès, addicció i solitud. On i quan demanes ajuda quan creus que ets el millor?» La transició entre una sana autoestima vital i un trastorn és gradual. Esdevé patològic quan la imatge de si mateix ja no es correspon pràcticament gens amb la realitat o quan, en comptes de millorar la pròpia conducta, es fa patir als altres quan se'ls minimitza i devalua per tal d'ensortir-se'n com el millor.